# Bill Lloyd (Rennfahrer)

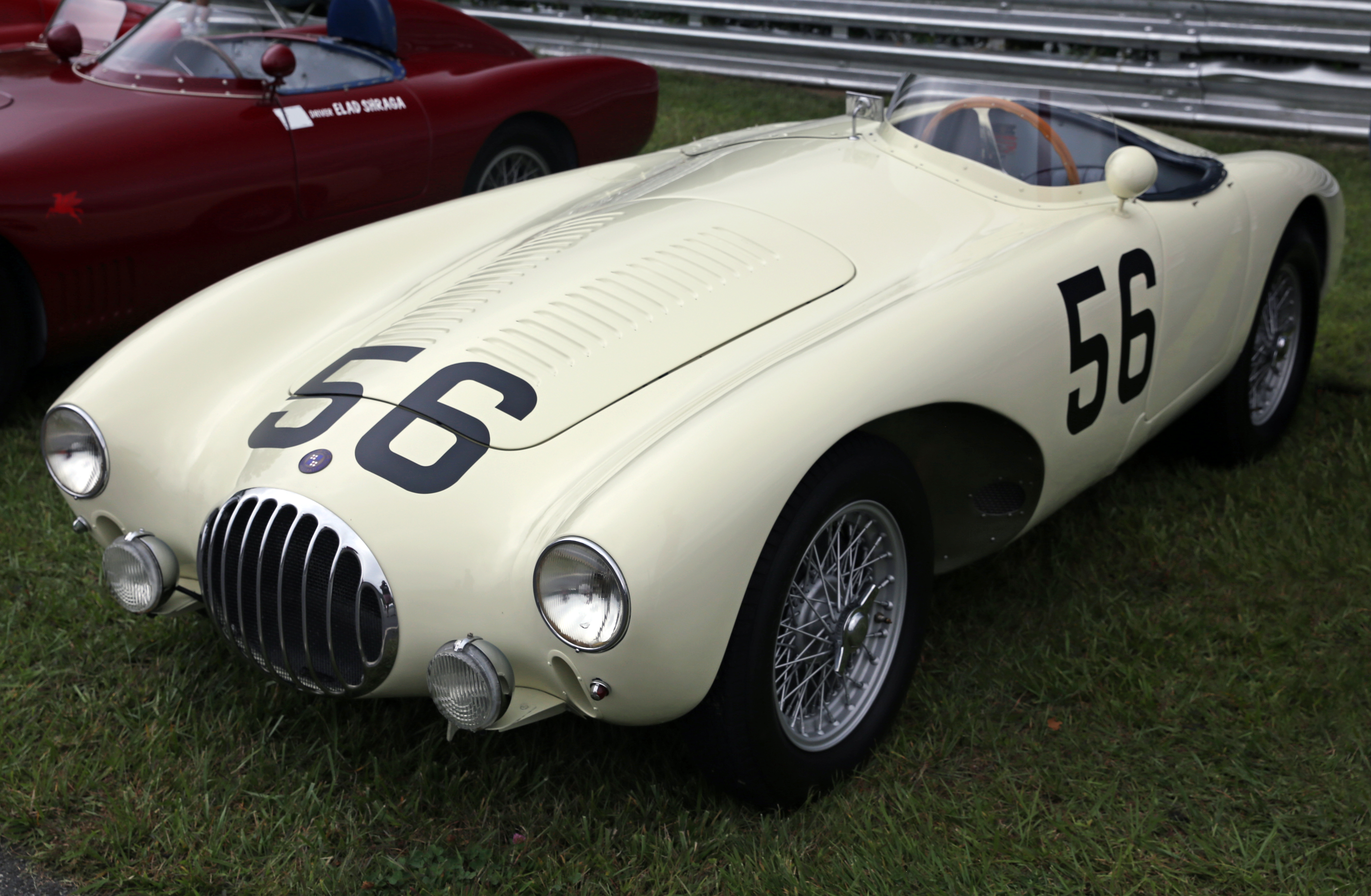
Osca MT4; Siegerwagen von Stirling Moss und Bill Lloyd beim 12-Stunden-Rennen von Sebring 1954

William „Bill“ Lloyd (* 12. Juli 1923 in New York City) ist ein ehemaliger US-amerikanischer Autorennfahrer.

## Karriere
Bill Lloyd war in den 1950er-Jahren als Sportwagenpilot erfolgreich. Mit privat gemeldeten Fahrzeugen – MG T-Typen, einem Porsche 356 und einem Ferrari 225S – startete er in der SCCA National Sports Car Championship. Bis zum Ende seiner Karriere blieb in dieser Rennserie aktiv und feierte neun Gesamt- sowie 17. Klassensiege.
Erfolge gelangen ihm auch beim 12-Stunden-Rennen von Sebring. Nach einem fünften Gesamtrang 1953 gewann er dieses Langstreckenrennen 1954 gemeinsam mit Stirling Moss in einem von Briggs Cunningham gemeldeten Osca MT4.

## Statistik

### Sebring-Ergebnisse
| Jahr | Team              | Fahrzeug       | Teamkollege       | Platzierung            | Ausfallgrund    |
| ---- | ----------------- | -------------- | ----------------- | ---------------------- | --------------- |
| 1953 | Briggs Cunningham | Osca MT4 1350  | Briggs Cunningham | Rang 5 und Klassensieg |                 |
| 1954 | Briggs Cunningham | Osca MT4 1450  | Stirling Moss     | Gesamtsieg             |                 |
| 1955 | B. S. Cunningham  | Osca MT4 1450  | George Huntoon    | Rang 7 und Klassensieg |                 |
| 1956 | William Lloyd     | Maserati 150S  | Karl Brocken      | Ausfall                | Getriebeschaden |
| 1957 | Briggs Cunningham | Jaguar D-Type  | Briggs Cunningham | Ausfall                | Ventilschaden   |
| 1958 | Mike Garber       | Ferrari 500TRC | Gaston Audrey     | Ausfall                | Achsbruch       |

### Einzelergebnisse in der Sportwagen-Weltmeisterschaft
| Saison | Team              | Rennwagen      | 1   | 2   | 3   | 4   | 5   | 6   | 7   |
| ------ | ----------------- | -------------- | --- | --- | --- | --- | --- | --- | --- |
| 1953   | Briggs Cunningham | Osca MT4       | SEB | MIM | LEM | SPA | NÜR | RTT | CAP |
| 1953   | Briggs Cunningham | Osca MT4       | 5   |     |     |     |     |     |     |
| 1954   | Briggs Cunningham | Osca MT4       | BUA | SEB | MIM | LEM | RTT | CAP |     |
| 1954   | Briggs Cunningham | Osca MT4       | 1   |     |     |     |     |     |     |
| 1955   | Briggs Cunningham | Osca MT4       | BUA | SEB | MIM | LEM | RTT | TAR |     |
| 1955   | Briggs Cunningham | Osca MT4       | 5   |     |     |     |     |     |     |
| 1956   | William Lloyd     | Maserati 150S  | BUA | SEB | MIM | NÜR | KRI |     |     |
| 1956   | William Lloyd     | Maserati 150S  | DNF |     |     |     |     |     |     |
| 1957   | Briggs Cunningham | Jaguar D-Type  | BUA | SEB | MIM | NÜR | LEM | KRI | CAR |
| 1957   | Briggs Cunningham | Jaguar D-Type  | DNF |     |     |     |     |     |     |
| 1958   | Mike Garber       | Ferrari 500TRC | BUA | SEB | TAR | NÜR | LEM | RTT |     |
| 1958   | Mike Garber       | Ferrari 500TRC | DNF |     |     |     |     |     |     |